# Cyril Gautier
Cyril Gautier (Plouagat, 26 settembre 1987) è un ex ciclista su strada francese, campione europeo in linea Under-23 nel 2008, e professionista dal 2009 al 2022.

## Palmarès
- 2008 (Bretagne-Armor Lux, due vittorie)

Campionati europei, Prova in linea Under-23
2ª tappa Kreiz Breizh Elites (Cléden-Poher > Carhaix)
- 2010 (Bbox, una vittoria)

Route Adélie de Vitré
- 2013 (Europcar, una vittoria)

Tour du Finistère
- 2014 (Europcar, una vittoria)

2ª tappa Tour du Limousin (Trélissac > Grèzes)
- 2016 (AG2R La Mondiale, una vittoria)

Parigi-Camembert
- 2017 (AG2R La Mondiale, una vittoria)

3ª tappa Tour du Limousin (Saint-Pantaléon-de-Larche > Chaumeil)

### Altri successi
- 2005 (Juniores)

Classifica a punti Internationale Junioren-Rundfahrt Niedersachsen
- 2007 (Bretagne-Armor Lux)

Classifica giovani Grand Prix du Portugal
- 2012 (Europcar)

Criterium de Camors
Classifica giovani Critérium International
- 2016 (AG2R La Mondiale)

Classifica scalatori La Méditerranéenne
- 2017 (AG2R La Mondiale)

Classifica scalatori Volta a la Comunitat Valenciana
Classifica traguardi volanti Volta a la Comunitat Valenciana
- 2019 (Vital Concept - B&B Hotels)

Classifica scalatori Tour Cycliste International du Haut Var

## Piazzamenti

### Grandi Giri
- Tour de France

2010: 42º
2011: 43º
2012: 61º
2013: 32º
2014: 25º
2015: 34º
2016: 68º
2017: 48º
2020: 78º
2021: 81º
- Vuelta a España

2015: 58º

### Classiche monumento
- Milano-Sanremo

2018: 42º
- Giro delle Fiandre

2011: 78º
2012: ritirato
- Liegi-Bastogne-Liegi

2009: 67º
2010: 70º
2012: 106º
2013: 74º
2014: 14º
2016: 84º
2017: 49º
2018: 94º
2019: ritirato
- Giro di Lombardia

2011: ritirato
2013: 17º
2016: ritirato
2019: 42º

### Competizioni mondiali
- Campionati del mondo

Verona 2004 - In linea Juniores: 10º
Vienna 2005 - In linea Juniores: ritirato
Salisburgo 2006 - In linea Under-23: 78º
Varese 2008 - In linea Under-23: 6º
Geelong 2010 - In linea Elite: 32º
Toscana 2013 - In linea Elite: 59º
Ponferrada 2014 - In linea Elite: 60º
Bergen 2017 - In linea Elite: 86º

### Competizioni europee
- Campionati europei

Valkenburg 2006 - In linea Under-23: 27º
Verbania 2008 - In linea Under-23: vincitore
Plumelec 2016 - In linea Elite: 39º
Plouay 2020 - In linea Elite: 64º